# Hippotion butleri
Hippotion butleri är en fjärilsart som beskrevs av Saalmüller 1884. Hippotion butleri ingår i släktet Hippotion och familjen svärmare. Inga underarter finns listade i Catalogue of Life.